# Encheloclarias
Encheloclarias is een geslacht van straalvinnige vissen uit de familie van de kieuwzakmeervallen (Clariidae).

## Soorten
- Encheloclarias baculum Ng & Lim, 1993
- Encheloclarias curtisoma Ng & Lim, 1993
- Encheloclarias kelioides Ng & Lim, 1993
- Encheloclarias prolatus Ng & Lim, 1993
- Encheloclarias tapeinopterus (Bleeker, 1853)
- Encheloclarias velatus Ng & Tan, 2000